# 리보이 (1977년)
리보이(중국어 정체자: 李柏毅, 병음: Lǐ Bóyì, 1977년 4월 8일 ~ )는 타이완의 정치인이다. 2024년 가오슝시 제3선거구의 입법위원으로 당선된다.